# Кимерски рејон
Кимерски рејон (рус. Кимрский район) административно-територијална је јединица другог нивоа и општински рејон на југоистоку Тверске области, у европском делу Руске Федерације.
Административни центар рејона се налази у град Кимрију који је засебна општинска јединица. Према проценама националне статистичке службе, на подручју рејона је 2014. живело 12.353 становника или у просеку 5,25 ст/км².

## Географија
Кимерски рејон обухвата територију површине 2.514 км² и по површини је међу већим рејонима Тверске области (чини мање од 2% обласне територије). Граничи се на северу са Кашинским рејоном, на истоку је Каљазински рејон, на југозападу и западу Конаковски и Калињински рејон, док је на северозападу Рамешки рејон. На југу су рејони Московске области.
Цело подручје рејона налази се у сливном подручју горње Волге која пресеца његову територију у правцу југоисток-северозапад, а на његовој територији налазе се делови вештачког Угличког језера. На територији овог рејона се у Волгу улива једна од њених већих притока, река Медведица (дужине 259 км).

## Историја
Претеча данашњег Кимерског рејона била је Кимерска парохија основана у децембру 1918. године и која је постојала све до територијалне реорганизације 1929. године када је и основан садашњи рејон. Кимерски рејон је службено основан 12. јула 1929. године као административна целина Московске области. Иако је свега годину дана по сонивању рејон привремено укину обновљен је 1935. након оснивања тадашње Калињинске области (данашња Тверска област).
Године 1951. село Бели Городок добија статус варошице, док 1956. тадашња кимерска варошица Дубна добија административни статус града обласне субординације Московске области.

## Демографија и административна подела
Према подацима пописа становништва из 2010. на територији рејона је живело укупно 13.190 становника. Према процени из 2014. у рејону је живело 12.353 становника, или у просеку 5,25 ст/км².
| 1959.  | 1970.  | 1979.  | 1989.  | 2002.  | 2010.  | 2014.   |
| ------ | ------ | ------ | ------ | ------ | ------ | ------- |
| 28.335 | 27.689 | 20.417 | 18.439 | 15.604 | 13.190 | 12.353* |

Напомена: према процени националне статистичке службе.
На подручју рејона постоје укупно 417 сеоских и једно урбано насеље, административно подељени на 13 сеоских и једну урбану општину. Административни центар рејона је град Кимри који је засебан градски округ Тверске области, док статус урбаног насеља има варошица Бели Городок.